# Krivasoo (vesnice)
Krivasoo je zaniklá vesnice v estonském kraji Ida-Virumaa na území obce Vaivara. Vesnice ležela v centrální části močálu Krivasoo, ovšem v roce 1955 ji zaplavily vody Narevské přehrady.
Ve vesnici od roku 1902 pracovala hydrologická stanice, která mimo jiné měřila průtok řeky Narvy, zprvu s cílem nasbírat data potřebná pro plánovánou výstavbu vodní cesty mezi Pskovem, Narvou a Tarbatem, později v rámci plánování stavby vodní elektrárny na řece Narvě. Stanice byla zrušena v roce 1955 při zániku vesnice.
V listopadu a prosinci roku 1919 se ve vesnici a v okolních močálech odehrávaly boje bitvy o Krivasoo v rámci Estonské osvobozenecké války. Na památku padlých byl roku 1936 ve vesnici vztyčen pomník, který ovšem už v roce 1940 zničili sovětští okupanti. Zbytky pomníku zůstaly na místě až do roku 1955, kdy je pohltilo vzdutí Narevské přehrady.